# Stenatemnus kraussi
Stenatemnus kraussi» es una especie de arácnido del orden Pseudoscorpionida de la familia Atemnidae.

## Distribución geográfica
Se encuentra en las Islas Carolinas.